# Кызылкая, Элиф
Эли́ф Кызы́лкая́ (тур. Elif Kızılkaya; род. 1991, Эрзурум) — турецкая кёрлингистка.
В составе женской сборной Турции участник четырёх чемпионатов Европы (лучший результат — пятнадцатое место в 2012 и 2013), а также зимней Универсиады 2011 (заняли десятое место). В составе смешанной сборной Турции участник двух чемпионатов Европы (лучший результат — двадцатое место в 2013). В составе смешанной парной сборной Турции участник чемпионата мира 2012 (заняли двадцать первое место).

## Команды
| Сезон                                               | Четвёртый       | Третий              | Второй               | Первый         | Запасной                                         | Турниры              |
| --------------------------------------------------- | --------------- | ------------------- | -------------------- | -------------- | ------------------------------------------------ | -------------------- |
| 2010—11                                             | Aysun Ergin     | Ознур Полат         | Seyda Zengin         | Элиф Кызылкая  | Burcu Pehlivan тренеры: Брайан Грей              | ЧЕ 2010 (20 место)   |
| 2010—11                                             | Ознур Полат     | Элиф Кызылкая       | Seyda Zengin         | Burcu Pehlivan | Айше Гёзюток тренеры: Брайан Грей                | ЗУ 2011 (10 место)   |
| 2011—12                                             | Ознур Полат     | Элиф Кызылкая       | Seyda Zengin         | Айше Гёзюток   | Aysun Ergin тренер: Фатих Агдуман                | ЧЕ 2011 (22 место)   |
| 2012—13                                             | Элиф Кызылкая   | Ознур Полат         | Дильшат Йылдыз       | Айше Гёзюток   | Seyda Zengin тренеры: Kadir Esnaf, Фатих Агдуман | ЧЕ 2012 (15 место)   |
| 2013—14                                             | Ознур Полат     | Дильшат Йылдыз      | Айше Гёзюток         | Элиф Кызылкая  | Ozlem Polat тренер: Фатих Агдуман                | ЧЕ 2013 (15 место)   |
| Кёрлинг среди смешанных команд (mixed curling)      |                 |                     |                      |                |                                                  |                      |
| 2012—13                                             | Murat Sagir     | Элиф Кызылкая       | Ahmet Uysal          | Ознур Полат    | Muhammet Oguz Zengin тренер: Ольга Андрианова    | ЧЕСК 2012 (23 место) |
| 2013—14                                             | Алиджан Караташ | Элиф Кызылкая       | Muhammet Oguz Zengin | Ознур Полат    | тренер: Gerry «Soupy» Campbell                   | ЧЕСК 2013 (20 место) |
| Кёрлинг среди смешанных пар (mixed doubles curling) |                 |                     |                      |                |                                                  |                      |
| 2011—12                                             | Элиф Кызылкая   | Ильхан Османагаоглу |                      |                | тренер: Фатих Агдуман                            | ЧМСП 2012 (21 место) |

(скипы выделены полужирным шрифтом)